# Quidditch
|  | Aquest article tracta sobre sobre l'esport fictici creat en l'imaginari de la saga Harry Potter. Si cerqueu l'esport real que se'n deriva, vegeu «Quadbol». |

El Quidditch és un esport fictici popularitzat per la saga literària i de fantasia màgica Harry Potter. La seva pràctica ha transcendit més enllà de l'entorn fantàstic de les novel·les i pel·lícules: en català té una nomenclatura pròpia de tots els seus conceptes i, des del 2022, s'anomena quadbol quan és jugat al món real —amb adaptacions diverses consta d'equips, competicions i lligues amateur arreu del planeta.

## Història del Quidditch

### En la ficció
En els llibres de Harry Potter es diu que el Quidditch ve de temps molt antics i es va crear basant-se en el Queerditch Marsh, un esport del qual Gertie Keddle, una veïna del pantà Queerditch, havia vist un partit l'any 1014. Després de ser creat i aprovat com l'esport mundial dels mags, s'hi varen canviar diverses normes com ara la no inclusió d'animals en el joc (snidget daurat) per por a la seva extinció com a espècie fantàstica, i varen ser reemplaçats per una bola anomenada papallona daurada (snitch). La història completa es narra al llibre El quidditch de totes les èpoques, escrit per J.K. Rowling i que es presenta com si fos un exemplar de la biblioteca mateixa de Hogwarts, l'escola de màgia de la saga. A la saga de novel·les i de pel·lícules sobre Harry Potter, els conceptes introductors del Quidditch li són explicats a en Harry Potter a Harry Potter i la pedra filosofal a través d'en Marc Roure (en anglès, anomenat Oliver Wood), el porter de l'equip de Gryffindor. En les traduccions al català, els diversos conceptes d'aquest esport també estan adaptats amb una nomenclatura pròpia.

### En la realitat

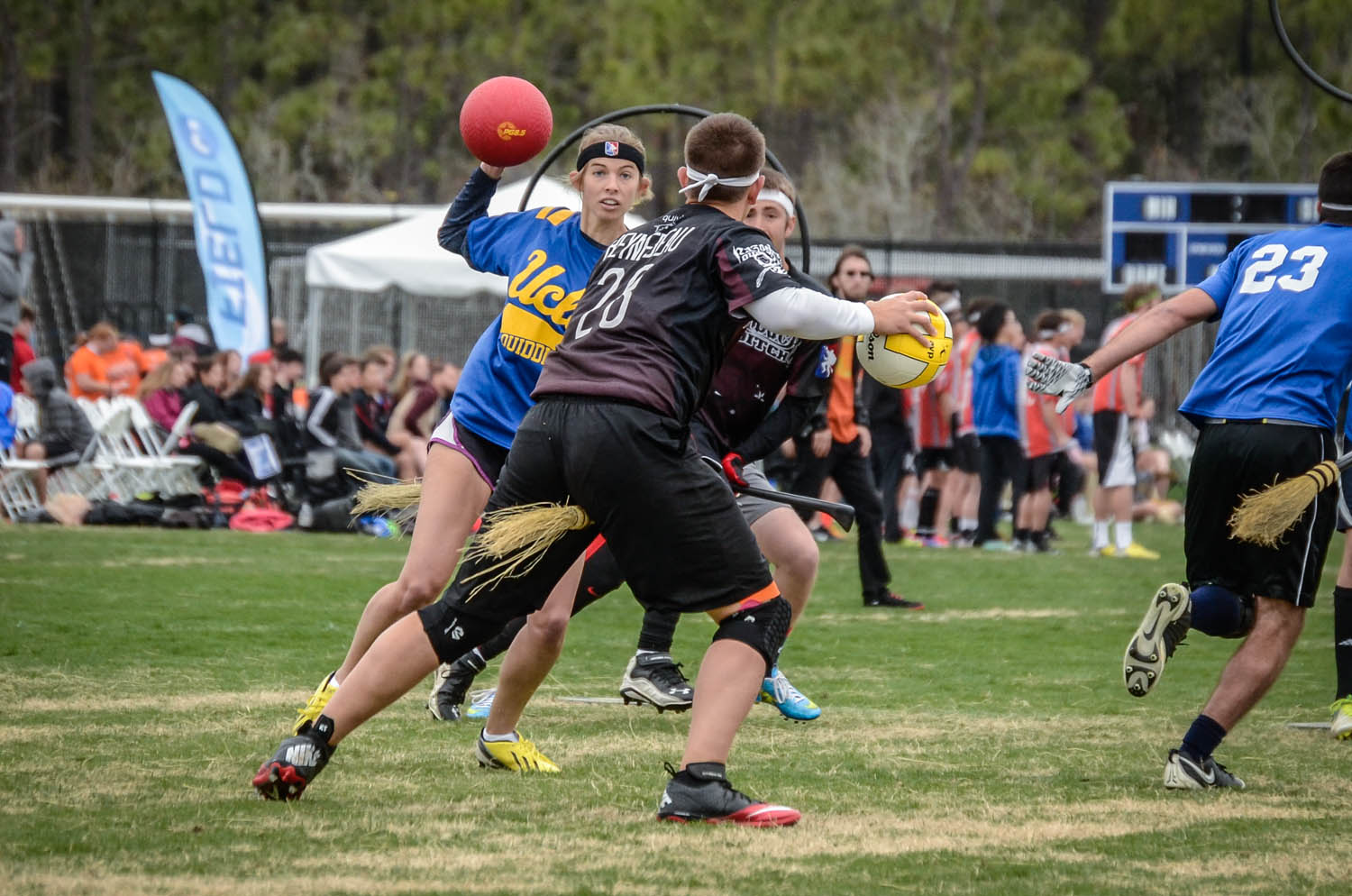
Els equips estatunidencs universitaris d'UCLA contra Arkansas durant la Copa del Món de Quidditch del 2014 (l'actual US Quidditch Cup).

El quadbol és un esport mixt basat en el Quidditch esmentat en les novel·les de Harry Potter. És popular entre admiradors de la sèrie, nens i aficionats a esports de ficció, però avui dia és obert a tothom. La majoria dels reglaments estableixen un mínim de sis jugadors per equip en joc al camp en tot moment, però existeixen iniciatives per a poder jugar partits amb menys jugadors, a l'estil del 3x3 respecte al basquetbol. Per causa de la inexistència de dispositius màgics, es juga sobre terra i està limitat a un camp d'esports comparable en grandària a un camp de futbol. Majoritàriament, es juga a camps de gespa natural o artificial i, puntualment, en pistes esportives.
Als Països Catalans hi ha hagut diversos equips. De la dècada del 2020 ençà, van començar a competir en aquest esport els Barcelona Eagles (Barcelona), els Bocs Folls (Sant Joan de Vilatorrada), Buckbeak Riders (València) i els Nightmare Grims (Tarragona), però hi havia hagut també els Autònoma's Ashwinders (Universitat Autònoma de Barcelona) i els Draco Dormiens (Terrassa). Atesa la propietat intel·lectual del mot Quidditch, que amb l'increment de popularitat de l'esport va esdevenir un problema durant l'inici pel que fa a la retransmissió audiovisual esportiva, així com per la controvèrsia de les declaracions trànsfobes de l'autora de la saga de Harry Potter, J.K. Rowling, es feren passos per readaptar la nomenclatura d'aquest esport al mot quadball. Aquest terme, normalitzat al català pel TERMCAT, rep el nom de quadbol.

## Camp de joc i equipament en la ficció

Camp de Quidditch, amb el cercle central (1) i les porteries (2).

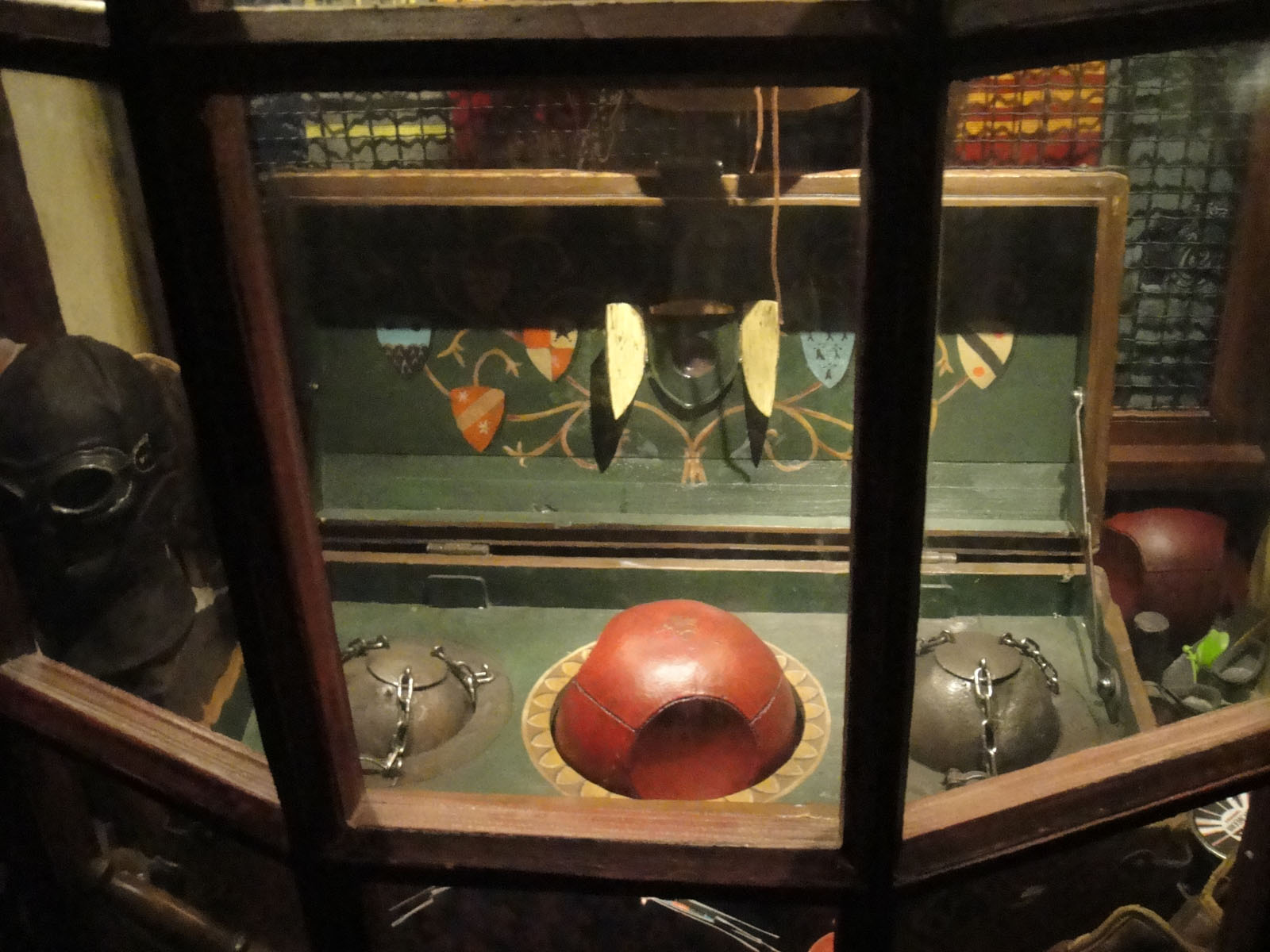
Capsa del material de joc del Quidditch que es mostra en la ficció de Harry Potter i la pedra filosofal: al centre la bomba, als costats les bales i a la part superior, en una finestreta, la papallona daurada.

Es juga en un estadi amb forma ovalada (150 metres de semieix major i 55 de semieix menor), cadascun dels costats del qual està dotat de tres cèrcols situats a diferent alçada. Hi competeixen dos equips de set jugadors cadascun i regulats per un àrbitre, distribuïts d'acord amb el seu objectiu: un porter, dos batedors, 3 encistelladors i un cercador.
S'hi utilitzen tres tipus de boles diferents: 1 bomba (en anglès, quaffle), dues bales (bludgers) i una papallona daurada (snitch) daurada. La bola més important durant el matx és la papallona daurada, una pilota daurada de la mida d'una nou gran i increïblement veloç. El cercador és el jugador de l'equip encarregat de romandre atent durant tot el joc per tal d'atrapar-la abans que l'equip contrari: quan ho fa guanya 150 punts, fet que desencadena que el joc acabi automàticament amb victòria pel qui l'atrapa. Segons la saga literària, hi ha jocs que s'han prolongat durant mesos abans de poder atrapar la papallona daurada i fins i tot alguns partits que s'han declarat en empat, atès que els jugadors acabaven exhausts i sense poder continuar.
La bomba és la bola que els jugadors anomenats caçadors fan servir per anotar punts: es fan passar a través dels cèrcols de l'equip contrari i en fer-ho es guanyen 10 punts. El guardià de cada equip és el porter que s'encarrega d'evitar que l'equip contrari introdueixi la bomba en els cèrcols del seu respectiu equip. Les bales, en canvi, són boles que volen amb molta força, que ataquen als jugadors i que són grans i d'un pes molt elevat. Les reben els colpejadors, que utilitzen bats petits per evitar que copegin a d'altres membres del seu equip i les envien als de l'equip contrari perquè siguin ells qui rebin l'impacte.

## Normes de joc en la ficció
Les regles oficials i les infraccions del Quidditch estan descrites parcialment en el llibre El quidditch de totes les èpoques. Segons el llibre, foren establertes el 1750 pel Departament d'Esports i Jocs Màgics. Entre les regles més generals es troben les següents:
1. Els jugadors no poden sortir de les línies que delimiten el camp de joc, encara que en dins d'aquests marges poden volar-hi o saltar-hi tan alt com vulguin. La bomba es lliura a l'equip contrari en cas que un jugador surti del límit del camp de joc.
2. Els capitans de cada equip poden demanar un temps mort en el moment que ho necessitin. Es pot allargar fins a dues hores si el joc ha durat més de 12 hores seguides. De no tornar al joc, l'equip queda desqualificat.
3. L'àrbitre pot atorgar penals en cas que un jugador contrari cometi una falta. Un sol caçador de l'equip agredit vola des del cercle central cap a l'àrea d'anotació per provar de marcar. El guardià de l'equip contrari pot provar de bloquejar l'intent, però cap altre jugador ha d'interferir-hi. S'hi permet el contacte físic, sempre que els jugadors no subjectin l'escombra voladora d'un altre jugador ni tampoc cap part del seu cos.
4. No es permeten substitucions de jugadors, encara que hi ha marge per a les excepcions en cas que algun quedi prou lesionat per a no poder continuar o l'esgotament és extrem després de moltes hores de joc.
5. Els jugadors poden dur els seus barrets màgics al camp de joc, per bé que no es poden emprar a fi i efecte d'encisar altres jugadors, l'àrbitre, la voluntat de les boles de joc o àdhuc els espectadors.
6. Un partit de Quidditch només pot concloure o bé quan s'atrapa la papallona daurada o bé si els capitans dels dos equips acorden donar-lo per acabat.